# Scherffel Vilmos Aurél
Scherffel Vilmos Aurél (Felka, 1835. április 23. – Felka, 1895. április 23.) flórakutató, gyógyszerész. Scherffel Aladár algológus apja.

## Életrajza
Felkán született 1835-ben. 1855-ben Bécsben szerzett gyógyszerészmesteri oklevelet és Felkán átvette elhunyt apja gyógyszertárát, amelyet 1891-ben eladott és csak tudományos kutatással foglalkozott. 1868–1870 között a város polgármestere, 1882-ben megalapította a felkai Tátra Múzeumot, amelynek 14 évig volt igazgatója.
Felkai háza mellett egy turisták és botanikusok által gyakran látogatott füvészkertet létesített. A Szepesség és a Tátra növényzetének kitűnő ismerője volt, gyakori botanikai túráira elkísérte többek között Kalchenbrenner Károly is. Elvégezte a tátrai és a szepesmegyei források vegyi analízisét.
A Magyar Kárpátegyesület választmányi tagja (1873-1881-), helyi képviselője (1884-1892-), a központi választmány tagja (1886-1891-), a Tátra osztály választmányi tagja (1889).
Balló Ede által festett arcképe ma a poprádi múzeumban látható.

## Munkássága
Gyógy- és ásványvizek elemzésével foglalkozott. A Tátra flóráját is kutatta; gyakran kísérte el Kalchbrenner Károlyt gombagyűjtő útjain. A korabeli szaklapokban számos cikket és tanulmányt közölt.

## Főbb munkái
- Ein Tátra-Tourist vor mehr als einem halben Saeculum. Zipser Bote 1892., 20. szám (tsz. Hartlaub Gusztáv)
- Controverse über das Vorkommen und den Standort einiger Pflanzen in der Tátra, Zipser Anzeiger, 1864., 28-49. szám
- Adalékok a Szepesi Tátra... virányának ismertetéséhez / Kleine Beiträge zur Kenntniss der subalpinen und alpinen Flora der Zipser Tátra, (Magyar Kárpátegyesületi Évkönyv 1879. és 1880.
- Növény-gyógyismereti jegyzetek Szepesmegyéből, Gyógyszerészeti Hetilap, 21, 1882.
- Vier Neue Bürger der Tátra-Flora, a felkai Tátra Múzeum jelentésében 1884.
- Szepesvármegye növényzeti viszonyai, Szepesi Emlékkönyv a Magyar Orvosok és Természetvizsgálók, Szepes-Váralja, 1888.
- Szepesvármegyében eddig észlelt vadon termő vagy nagyban mívelt edényes növények rendszeres jegyzéke, Felka 1888.
- Der älteste botanische Schriftsteller Zipsens und sein Herbar, Annalen Naturhist. Hofmuseums, Bécs, 10, 1895.
- Über Dr. Samuel Genersich und sein Herbar, Verh. Zool.-Bot. Ges, Bécs 45, 1895., Genersich Sámuel növénygyűjteményéről
- Aufzählung der in Ungarn wildwachsenden und cultivirten Medicinal-Pflanzen, C.- R. Mém. Cong. Int. Hygiene Démographie, Budapest 5, 1896.